# Ottadecagono

Ottadecagono regolare

Un ottadecagono è un qualsiasi poligono con 18 lati ed altrettanti vertici ed angoli; l'ottadecagono regolare è caratterizzato da angoli e lati tutti congruenti tra loro.
L'area A di un ottadecagono regolare di lato a è ricavabile dalla seguente formula:
{\displaystyle A={\frac {18}{4}}a^{2}\cot {\frac {\pi }{18}}\simeq 25,5208a^{2}},
mentre la somma dei suoi angoli interni, essendo pari a tanti angoli piatti quanti sono i suoi lati meno due, vale:
{\displaystyle 180^{\circ }\times (l-2)=(18-2)\times 180^{\circ }=2880^{\circ }};
ciascun angolo interno misura quindi:
{\displaystyle {\frac {2880^{\circ }}{18}}\ =160^{\circ }}.

## Costruzione
Un ottadecagono regolare non può essere costruito in modo esatto con riga e compasso. Qui sotto ne è mostrata una costruzione che fornisce un'ottima approssimazione (meno di un millesimo di grado sull'angolo al centro):